# Lycée Bosangani
Le lycée Bosangani est un lycée de la commune de Gombe à Kinshasa. Il a été construit en 1932 comme le collège Boboto, et s’appelait « lycée Sacré-Cœur », comme la paroisse. Le lycée a formé quatre générations de l’intelligentsia féminine congolaise et est aussi un centre d'accueil des épreuves de l'Examen d'État.
Plusieurs anciennes élèves sont aujourd'hui répandues dans les grandes universités du pays et de l'étranger, faisant preuve de bonne dévotion et certaines sont même parmi les grandes dames du pays, mariées à des grandes personnalités du pays.

## Histoire
En 2004, l'école fut scindée en deux direction distinctes : le lycée Bosangani, avec les options scientifiques et pédagogiques, et le lycée Sacré-Cœur, avec les options littéraire et commerciale-informatique avec l'avènement de Suzanne Nzeba comme chef d'établissement au Sacré-Cœur et Pierre Kayengo à Bosangani (de : Patrick-Danny Ndungidi, premier professeur d'informatique du LSC). Actuellement ce cours est assuré par Lord Laurent Marie Tshipamba et Érick Ekofo, et l'école organise des activités culturelles de haut niveau comme l’École des savantes en Informatique, les grandes manifestations de fin d'année et d'échange des vœux au mois de décembre de chaque année.
En 2005, le lycée compte plus de 950 élèves pour ses humanités littéraires et commerciales, ainsi que 27 professeurs (au Sacré-Cœur) et plus de 750 élèves et plus de 25 professeurs pour les humanités scientifiques et pédagogiques.
En 2007, le lycée est au centre des affrontements qui opposèrent les troupes de l’armée congolaise et la garde privée de Jean-Pierre Bemba les 22 et 23 mars. Le lycée est ensuite victime d’un incendie qui ravage 16 locaux. Depuis septembre 2010, la gestion de cet établissement est de nouveau confiée aux religieuses du Sacré Cœur de Jésus.

## Personnalités liées au lycée

### Chefs d'établissement
- Madame Kokolo  actuellement chef d'établissement au lycée Sainte-Germaine à Nd'jili
- Monsieur Mayambala
- Monsieur Kamanga Gekam a.i., actuellement DE au collège Notre-Dame de Fatima
- Monsieur Kayengo
- Madame Suzane Nzeba, LSC
- Rév. Sœur

### Élèves
- Acacia Bandubola
- Ève Bazaiba
- Abeti Masikini